# Parras
Parras de la Fuente is een stad in de Mexicaanse deelstaat Coahuila. De plaats heeft 33.115 inwoners (census 2005) en is de hoofdplaats van de gemeente Parras.
Parras werd gesticht in 1598 en is daarmee een van de oudste koloniale nederzettingen uit het noorden van Mexico. De plaats is vooral bekend omdat Francisco I. Madero, de president van Mexico die de Mexicaanse Revolutie in gang zette, hier in 1873 is geboren en vanwege haar wijnbouw.

## Geboren
- Francisco I. Madero (1873-1913), president van Mexico (1911-1913)